# 赵东花
赵东花（1956年2月—），江苏沛县人，汉族，中华人民共和国政治人物，中国共产党党员，第十二届全国人民代表大会广东地区代表。
毕业于吉林大学经济管理学院国民经济计划与管理专业。2013年，担任全国妇联副主席、书记处书记、中国妇女儿童博物馆馆长。2018年1月，当选第十三届全国政协委员。